# ریدز اسپرینگ (میزوری)
ریدز اسپرینگ (به انگلیسی: Reeds Spring) یک شهر در ایالات متحده آمریکا است که در شهرستان استون، میزوری واقع شده‌است. ریدز اسپرینگ ۳٫۸۳ کیلومتر مربع مساحت و ۹۱۳ نفر جمعیت دارد و ۳۶۰ متر بالاتر از سطح دریا واقع شده‌است.

## تاریخچه
این جامعه نام «فیتزهاگ رید» (Fitzhugh Reed) را نیز دارد که در چشمه‌ای در نزدیکی محل اصلی شهر قرار گرفته‌است.